# 克拉馬斯佛斯
克拉馬斯佛斯（Klamath Falls）位於美國奧勒岡州，是克拉馬斯縣的縣治，人口21,813人。原名林克維爾（Linkville），來自於鄰近的林克河。

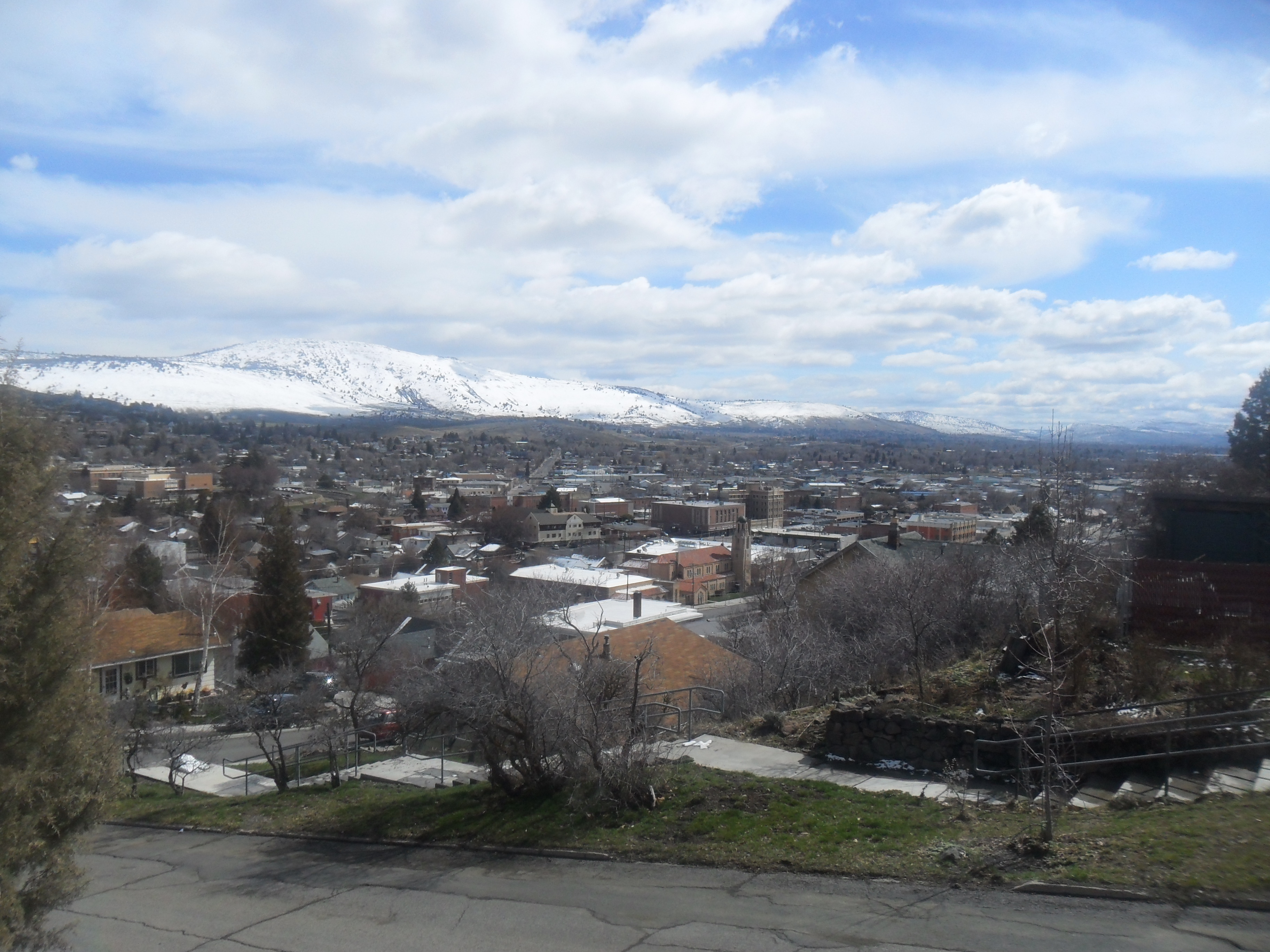
克拉馬斯佛斯